# 趙一徳
趙 一徳（ちょう いっとく、ジャオ・イードォー、1965年2月19日 - ）は、中華人民共和国の官僚、政治家。浙江省温嶺県出身。元陝西省人民政府省長兼党組書記、中国共産党陝西省委員会副書記。中国共産党第19期中央候補委員、中国共産党第十八回全国代表大会、中国共産党第十九回全国代表大会代表。第13回全国人民代表大会代表者。

## 経歴
1965年2月19日、浙江省温嶺県で生まれる。1980年、台州農業学校農業学科に入学した。1983年を卒業。同年、温嶺県温西区公所に入所。1991年以後、新河鎮党委書記、塘下鎮党委書記、箬横鎮党委書記を歴任した。1994年1月中国共産主義青年団浙江省委員会を経て、1999年組織部部長、2000年副書記、2003年書記を歴任し、2006年退任。2006年11月、温州市党委員会副書記に転出。2007年4月には温州市副市長、市長代行を兼務する。2011年9月、衢州市党委員会書記に転出。2012年5月、杭州市に移り、省党委員会常務委員兼秘書長を務めた後、2015年から2018年まで3年間、浙江省第一の都市で、党委員会書記を務めた。
2018年3月、党務に転じて河北省に赴任し、河北省党委員会副書記に就任した。
2020年7月、党務に転じて陝西省に赴任し、陝西省党委員会副書記に就任した。8月2日には陝西省副省長、省長代行を兼任。陝西省第13期人民代表大会第4回会議で8月25日、省長代行の趙一徳が省長に選出された。2022年11月、陝西省党委員会書記に昇格。2023年1月には同省人民代表大会常務委員会主任を兼務する。